# Revista Română de Științe Politice
Revista Română de Științe Politice este un jurnal academic din România care publică articole de științe politice, în special din domenii precum politica comparativă, politicile publice, economia politică sau psihologia politică, acoperind probleme din România sau din Europa centrală și de Est. Editorul este Alina Mungiu-Pippidi. Fiecare volum conține cinci sau șase articole și până la două recenzii de carte.
Conform Journal Citation Reports, jurnalul are un factor de impact de 0.250 pentru anul 2014, plasându-se pe locul 136 din cele 161 de jurnale din categoria "Știinte Politice".